# Josef Vejvoda (politik)
Josef Vejvoda (* 10. srpna 1935) je bývalý český politik, na přelomu 20. a 21. století poslanec Poslanecké sněmovny za ČSSD.

## Biografie
V komunálních volbách roku 1994 neúspěšně kandidoval do zastupitelstva města Klášterec nad Ohří za ČSSD. V senátních volbách roku 1996 kandidoval do horní komory parlamentu za senátní obvod č. 5 - Chomutov jako kandidát ČSSD. Získal 16 % hlasů a nepostoupil do 2. kola. Profesně se uvádí jako podnikatel.
K roku 1998 se uvádí profesně jako podnikatel, bytem Klášterec nad Ohří. Ve volbách v roce 1998 byl zvolen do poslanecké sněmovny za ČSSD (volební obvod Severočeský kraj). Byl členem sněmovního zemědělského výboru. V parlamentu setrval do voleb v roce 2002. V roce 2002 Lidové noviny označily Vejvodu za nejtiššího poslance, protože v rozpravě sněmovny vystoupil za celé funkční období jen třikrát. V roce 2001 se nicméně ve sněmovně podílel na přípravě nového zákona o zahrádkářích.